# Джордж Зебровски
Джордж Зебровски (на английски: George Zebrowski) е американски редактор и писател на произведения в жанра научна фантастика и документалистика.

## Биография и творчество
Джордж Зебровски е роден на 28 декември 1945 г. във Филах, Австрия, в семейството на Антъни Зебровски и Анна Попович. Родителите му идват от Полша бягайки от нацистите. Те минават през Австрия, Италия, Франция и Англия, и идват в САЩ през 1951 г. Той израства в Южен Бронкс и става натурализиран гражданин на САЩ. В периода 1964 – 1967 г. следва в Държавния университет на щата Ню Йорк в Бингамтън, където завършва с бакалавърска степен. След дипломирането си работи една година като редактор в Binghamton Evening Press и като лектор по научна фантастика в университета. В периодите 1970 – 1975 г. и 1983 – 1991 г. e съредактор с Памела Сарджънт на Бюлетина на писателите на научна фантастика на Америка, като в периода 1983 – 1985 г. е главен редактор и консултант на Crown Publishing в Ню Йорк.
Започва да публикува научнофантастични разкази през 1970 г., първо два разказа с Джак Дан в списание If, след това разказа The Water Sculptor of Station 233 в антологията Infinity One. До 2017 г. е автор на около 90 разказа.
Първият му роман „Точката Омега“ от едноименната поредица е издаден през 1972 г. Заглавието му се отнася до точката омега, последната точка на еволюцията във философията на Пиер Теяр дьо Шарден. В романа хората са победители в междузвездна война, но малцината оцелели противници замислят отмъщение и искат да използват омега точката, за да го направят. Оказва се обаче, че това не е инструмент за отмъщение, а средство за трансцендиране на отмъщението чрез състрадание. Идеята е развита в продълженията на трилогията – Пепел и звезди“ (1977) и „Огледало на умовете“ (1983).
Следващите му романи го утвърждават като автор на амбициозна литературна космическа опера, оперираща в космически мащаб. Заедно с Памела Сарджънт и Чарлз Пелегрино е съавтор на редица романи от спин-оф литературните поредици свързани със сериала „Стар Трек“. Участва и в съставянето на редица антологии на научната фантастика и предговори на романи на свои колеги.
През 1999 г. получава мемориалната награда „Джон У. Кембъл“ за романа си „Брутални орбити“. Три от неговите разкази – „Езически бог“, „Вариациите на Айхман“ и „Рана вятъра“ са номинирани за наградата „Небюла“, а разказът „Капанът на идеите“ е номиниран за наградата „Теодор Стърджън“.
Джордж Зебровски живее с писателката Памела Сарджънт в Делмар, щат Ню Йорк.

## Произведения

### Самостоятелни романи
- The Star Web (1975)[1][2][5]
- A Silent Shout (1979)
- Stranger Suns (1989)
- The Killing Star (1995) – с Чарлз Пелегрино
- Brute Orbits (1998) – мемориална награда „Джон У. Кембъл“
- Empties (2009)

### Поредица „Точката Омега“ (Omega Point)
1. The Omega Point (1972)[1][2][3]
2. Ashes and Stars (1977) – предистория
3. Mirror of Minds (1983)

### Поредица „Слънчево пространство“ (Sunspacer)
1. Sunspacer (1978)[1][2]
2. The Stars Will Speak (1985)
3. Behind The Stars (1996)

### Поредица „Макролайф“ (Macrolife)
1. Macrolife (1979)[1][2]
2. Cave of Stars (1999)

### Участие в общи серии с други писатели

#### Серия „Стар Трек: Следващото поколение“ (Star Trek: The Next Generation)
43. A Fury Scorned (1996) – с Памела Сарджънт
50. Dyson Sphere (1999) – с Чарлз Пелегрино
от серията има още над 100 романа от различни автори

#### Поредица „Стар Трек: Оригиналният сериал“ (Star Trek: The Original Series)
83. Heart of the Sun (1997) – с Памела Сарджънт
88. Across the Universe (1999) – с Памела Сарджънт
Garth of Izar (2003) – с Памела Сарджънт
от поредицата има още над 100 романа от различни автори

### Новели
- Behind the Night (2021)

### Разкази
частично представяне
- Traps (1970) – с Джак Дан[5]
- Dark, Dark, the Dead Star (1970) – с Джак Дан
- The Water Sculptor of Station 233 (1970)[1]
- Heathen God (1970)
- Listen, Love (1971) – с Джак Дан
Слушай, миличка, фен превод (2016), прев. Деница Минчева
- The History Machine (1971)
- First Love, First Fear (1972)
- The Monadic Universe (1972)
- Assassins of Air (1973)
- Interpose (1973)
- Parks of Rest and Culture (1973)
- Rope of Glass (1973)
- Stance of Splendor (1973)
- Starcrossed (1973)
- The Cliometricon (1975)
- Transfigured Night (1978)
- The Word Sweep (1979)
- Fire of Spring (1981)
- The Eichmann Variations (1984)
- The Idea Trap (1985)
- Stooges (1986)
- General Jaruzelski at the Zoo (1987)
- This Life and Later Ones (1987)
- Afternoon Ghost (1994) – с Джак Дан
- Swift Thoughts [short story] (1995)
- The Wish in the Fear (1995)
- Hell Just Over the Hill (1996)
- The Soft Terrible Music (1996)
- Gatekeepers and Literary Bigots (2000)

### Сборници
- Journey to Another Star (1974)[1]
- Adrift in Space (1975)
- The Monadic Universe (1977)
- Swift Thoughts (2002)
- In the Distance, and Ahead in Time (2002)
- Black Pockets (2006)
- Dream of Venus (2012) – с Джак Дан и Памела Сарджънт
- Decimated (2013) – с Джак Дан

### Документалистика
- Beneath the Red Star (1996)[1]
- Skylife (2000) – с Грегъри Бенфорд
- Talks with the Masters (2018) – с Айзък Азимов, Рей Бредбъри, Артър Кларк и Джеймс Гън

## Книги за него
- The Work of George Zebrowski (1996) – от Робърт Реджиналд и Джефри М. Елиът[1]